# Resident Alien
Pour les articles homonymes, voir Resident Alien (homonymie).
Albums de Spacehog
The Chinese Album
(1998)
Singles
1. In the Meantime (en)
Sortie : 19 mars 1996
2. Cruel to Be Kind
Sortie : 1996
3. Space is the Place
Sortie : 1996

Resident Alien est le premier album du groupe de rock alternatif Spacehog. Réalisé en 1995, il contient trois titres qui sortiront en single, In the Meantime, Cruel to Be Kind et Space is the Place (la chanson Candyman présente sur l'album est quant à elle sortie en single promotionnel). L'album est sorti en CD et en cassette.
Il atteignit la 40e place des charts britanniques, la 50e en Australie, la 27e au Canada et la 49e aux États-Unis où il a été certifié disque d'or le 29 juillet 1996.
La voix qu'on entend dans l'introduction de Space is the Place est celle de Jonny Cragg, batteur du groupe. Le texte parlé au milieu de la chanson Never Coming Down (Part II) provient du film L'or se barre. Une autre référence cinématographique se trouve dans la chanson Candyman, où le nom du Candyman est répété quatre fois lors des refrains, comme dans le film du même nom.
La chanson In the Meantime est utilisée dans la bande originale du film Fanboys et peut être jouée dans Guitar Hero 5 et dans Rock Band 3.

## Liste des titres
Les chansons sont composées par Royston Langdon, sauf indication contraire.
1. In the Meantime - 4 min 58 s
2. Spacehog (Antony Langdon) - 2 min 13 s
3. Starside - 3 min 49 s
4. Candyman - 5 min 23 s
5. Space Is the Place (A. Langdon) - 3 min 06 s
6. Never Coming Down (Part I) - 1 min 44 s
7. Cruel to Be Kind - 3 min 05 s
8. Ship Wrecked - 5 min 28 s
9. Only a Few - 3 min 23 s
10. The Last Dictator - 4 min 14 s
11. Never Coming Down (Part II) - 4 min 02 s
12. Zeroes (Gareth Hodgson, R. Langdon) - 6 min 38 s
13. To Be a Millionaire… Was It Likely? - 13 min 09 s 
Untitled (morceau caché) (R. Langdon, A. Langdon)

## Crédits[3]
- Royston Langdon - guitare basse, Moog, Orgue Hammond, claviers, chants
- Antony Langdon - guitare, claviers, chants
- Jonny Cragg - batterie, percussions, chœur
- Richard Steel - guitare solo